# Sonora
Sonora là một trong 31 bang, cùng với Quận liên bang, là 32 thực thể Liên bang của México. Bang này được chia thành 72 hạt, thủ phủ là thành phố Hermosillo.
Bang này nằm ở Tây Bắc Mexico. Nó được bao bọc bởi các bang Chihuahua về phía đông, Baja California về phía tây bắc và Sinaloa về phía nam. Về phía bắc, nó có một đường biên giới dài giữa Mỹ và Mexico, tiếp giáp với tiểu bang Hoa Kỳ Arizona và New Mexico. Về phía tây, Sonora có đường bờ biển dài giáp Vịnh California.